# Collegio di East Kilbride and Strathaven
East Kilbride and Strathaven è un collegio elettorale scozzese della Camera dei Comuni del Parlamento del Regno Unito. Elegge un membro del Parlamento con il sistema first-past-the-post, ossia maggioritario a turno unico; rappresentante del collegio, dal 2024, è la laburista Joani Reid.

## Estensione
Il collegio comprende i seguenti ward del Lanarkshire Meridionale:
- Avondale and Stonehouse, East Kilbride Central North, East Kilbride Central South, East Kilbride East, East Kilbride Central South e East Kilbride West provenienti dal precedente collegio di East Kilbride, Strathaven and Lesmahagow.
- una parte dei Avondale and Stonehouse proveniente dal precedente collegio di Lanark and Hamilton East.

## Membri del parlamento
| Elezione | Elezione | Deputato   | Partito   |
| -------- | -------- | ---------- | --------- |
|          | 2024     | Joani Reid | Laburista |

## Risultati elettorali

### Elezioni negli anni 2020
| Partito                    | Partito                                      | Candidato                  | Risultati 4 luglio 2024 | Risultati 4 luglio 2024 |
| Partito                    | Partito                                      | Candidato                  | Voti                    | %                       |
| -------------------------- | -------------------------------------------- | -------------------------- | ----------------------- | ----------------------- |
|                            | Laburista                                    | Joani Reid                 | 22 682                  | 48,56                   |
|                            | SNP                                          | Grant Costello             | 13 625                  | 29,17                   |
|                            | Conservatore                                 | Ross Lambie                | 3 547                   | 7,59                    |
|                            | Reform UK                                    | David Mills                | 3 377                   | 7,23                    |
|                            | Verde                                        | Ann McGuinness             | 1 811                   | 3,88                    |
|                            | Lib Dem                                      | Aisha Mir                  | 1 074                   | 2,30                    |
|                            | Famiglie Scozzesi                            | David Richardson           | 505                     | 1,08                    |
|                            | UKIP                                         | Donald Mackay              | 86                      | 0,18                    |
|                            |                                              |                            |                         |                         |
| Iscritti                   | Iscritti                                     | Iscritti                   | 76 415                  | 100,00                  |
| ↳ Votanti (% su iscritti)  | ↳ Votanti (% su iscritti)                    | ↳ Votanti (% su iscritti)  | 46 707                  | 61,12                   |
| ↳ Astenuti (% su iscritti) | ↳ Astenuti (% su iscritti)                   | ↳ Astenuti (% su iscritti) | 29 708                  | 38,88                   |
|                            |                                              |                            |                         |                         |
|                            | Esito: collegio a Laburista (nuovo collegio) |                            |                         |                         |